# حويصلة هوائية
الأسناخ الرئوية أو الحويصلات الهوائية (باللاتينية: Alveoli) هي جزء من الجهاز التنفسي ذو شكل كروي تجري فيها جميع عمليات تبادل الغازات في الرئتين بين الجو الخارجي والدم.
توجد الحويصلات الهوائية في رئات جميع الحيوانات الثديية بالإضافة لبعض الحيوانات الفقارية الأخرى.

## الموقع
تقع الحويصلات الرئوية ضمن الجهاز التنفسي داخل الرئتين، ينقل الدم غاز ثنائي أكسيد الكربون من الخلايا إلى الحويصلات الرئوية، بينما ينتقل غاز الأكسجين من الجو الخارجي إلى الحويصلات الرئوية عن طريق المسالك الهوائية (القنوات الهوائية).

## التشريح
تحتوي الرئتان السليمتان لجسم الإنسان ما بين 600 و 700 مليون سنخ رئوي (حويصلة هوائية) تقريباً، كل حويصلة رئوية هوائية ملفوفة (محاطة) بشبكة من الشعيرات الدموية حيث تغطي هذه الشعيرات ما يقارب 70% من مساحتها، يبلغ قطر كل حويصلة رئوي 0.2-0.3 mm، ويزداد قطرها أيضاً عند الشهيق.
تتضمن الحويصلات الرئوية طبقة من الظهارة (النسيج الطلائي) محاطةً بصفوف من الشعيرات الدموية، توجد بين بعض الحويصلات الرئوية مسامات يطلق عليها المسام السنخية أو مسام كون نسبةً لمكتشفها.
تقسم خلايا الحويصلات الرئوية إلى ثلاثة أنواع:
- الخلايا السنخية من النمط الأول (الخلايا الحرشفية السنخية): وهي خلايا وظيفتها الحفاظ على شكل الحويصلات الرئوية بتزويدها بمساحات كبيرة حيث تشكل 95% من مساحة الحويصلة الرئوية.
- الخلايا السنخية من النمط الثاني : وهي خلايا تحتوي على مادة تقلل الشد السطحي للماء تسمى "فاعل بالسطح الرئوي"، هذه المادة تعمل على فصل الغشاء الخلوي مما يزيد من قدرة الحويصلات الرئوية على تبادل الغازات، ولهذه الخلايا دور مهم أيضاً لإصلاح غشاء الحويصلات الرئوية عندما يتعرض للتلف.
- البلاعم السنخية : وهي نوع من خلايا الدم البيضاء تدمر الأجسام الغريبة مثل البكتريا.

يلعب فاعل السطح الرئوي الرئوي دوراً مهماً أيضاً في تضخم الحويصلات الرئوية بعد انتهاء الزفير كي يستعد للشهيق، حيث تعمل هذه المادة على تقليل التوتر السطحي للسائل الخلوي للخلايا الطلائية فيزيد من مساحة سطح الحويصلات الرئوية. والجدير بالذكر أن مادة فاعل السطح الرئوي تنتج عن طريق خلايا النوع II (خلايا سنخية(حوصلية) عظيمة). تعتبر خلايا النوع II أكثر الخلايا تنوعاً في الحويصلات الهوائية، إلا أن خلايا النوع I (الخلايا الحرشفية السنخية) هي الأكثر عدداً. قد يؤدي نقص مادة فاعل السطح الرئوي إلى مرض الانخماص الرئوي ، وهو مرض يصاحبه انهيار لجزء من الرئة وقد يسبب انهيار الرئتين بأكمليهما. تبلغ مساحة الحويصلات الرئوية 70 متراً مربعاً، أي ما يعادل 40 مرة المساحة السطحية للجلد! هذه المساحة الكبيرة جداً للحويصلات الهوائية تيسر عملية التبادل الغازي.

## الأمراض
- متلازمة ضيق التنفس الحاد (ADRS) : هو مرض يسبب التهاب حاد للرئة، يضعف هذا الالتهاب قدرة الحويصلات الرئوية على تبادل الغازات، من أعراض هذا المرض حدوث صوت ساكن للرئة ، وقد يصاحبه انخصاب رئوي بالإضافة إلى متلازمة الالتهاب الشامل. يحتاج المريض من هذا النوع إلى التهوية الميكانيكية بالدرجة الأولى بالإضافة إلى معدات وحدة العناية المركزة للبقاء على قيد الحياة.
- متلازمة ضيق التنفسي الطفولي (IRDS) : وهو متلازمة سببها نقص في فاعل بالسطح الرئوي للشخص الغير بالغ.
- الربو : هو اختلال تنفسي ينتج عنه ضيق الشعيبات الهوائية، تحدث نوبات الربو عندما تتقلص العضلات في الشعيبات الهوائية استجابةً لمادة معينة من البيئة الخارجية مثل شعر الحيوانات، وعندما تتقلص عضلات الشعيبات الهوائية تنقص كمية الهواء التي تصل إليها الحويصلات الرئوية بدرجة كبيرة مما يسبب خلل في عملية تبادل الغازات.
- النفاخ : هو مرض يصيب الرئتين، يحدث هذا المرض بسبب نقص بروتين إيلاستين في الحويصلات الهوائية مما يؤدي إلى كسر التوازن بين الايليستاز (أيضاً يمكن أن يزيد هذا المركب عن كميته المطلوب بعض مشتقات التدخين) ومركب آخر هو ألفا1- أنتي تريبسين، إلا أن هذه الأجهزة هي التي تدمر بسبب النفاخ الرئوي، وتدمر جدران هذه الحويصلة يؤدي إلى أن تفتح جدران الحويصلة ضمن العناقيد الواحدة على بعضها البعض مكونة غرف ذات حجم أكبر. سر عمل الإسفنج هو أن جميع الثقوب الصغيرة تتوسع معا في نفس الوقت إذا أزيل الضغط عنها. لكن إذا كانت الثقوب أكبر، فالإسفنج لن يلتقط نفس القدر من الماء. يعود هذا إلى أن تأثير توسع الثقب الكبير لا يكافئ التاثير الناتج عن توسع الثقوب المتعددة الأصغر. عند التفكير بالرئتين كما لو أنهما إسفنجة يمكن أن نرى كيف يؤدي مرض نفاخ الرئة إلى ضعف وظائف الرئة. فالرئتان أيضا تطلبان خاصية المرونة، حتى تتمكنان من التوسع والانكماش بشكل جيد. هذه الخاصية ستتأثر بشكل سلبي جدا مع تدمر جدران الحويصلة الهوائية. كما أن الرئتين بحاجة إلى العديد من الحويصلات (مئات الملايين، في واقع الأمر) لتغطية حاجة الجسم من الأكسجين وإخراج فضلاته من ثاني أكسيد الكربون. إلا أنه كلما قل عدد الحويصلات وزاد حجمها كلما قل فعالية أدائها الوظيفي.
- التهاب القصبات المزمن : يحدث هذا المرض عند زيادة إنتاج المخاط في الرئتين، تحدث هذه الحالة عندما يصاب النسيج الرئوي لخلل بسبب المواد المهيجة مثل حبوب اللقاح وشعر الحيوانات وغيرهم، إذا وصلت المواد المهيجة إلى الأسناخ الرئوية فانها تسد مكان انتقال الهواء إلى الشعيبات الهوائية، هذا يؤدي إلى افراز المزيد من المادة المخاطية لا زالة المواد المهيجة فتزيد المادة المخاطية الوضع سوءً على سوء، يلاحظ أن الذين يستنشقون هواء التدخين باستمرار هم أكثر المصابين بهذا المرض نظراً لاحتواء السجاير على المواد المهيجة.
- التليف الكيسي : هو مرض جيني يحدث بسبب بروتينات معينة، ينتقل المرض من وراثياً، في هذا المرض يتم إنتاج كميات كبيرة من المادة المخاطية مما يؤدي إلى سد موقع انتقال الهواء إلى الشعيبات الهوائية (مثل ما يحصل في التهاب القصبات المزمن).
- سرطان الرئة : وهو أحد أكثر أمراض السرطان شيوعاً، يحدث هذا المرض بسبب نمو خلايا غير متحكم فيها (خلايا سرطانية)، في الأورام الخبيثة من هذا المرض يندر جداً أن يتعافى منه المصابين بالمرض.
- الالتهاب الرئوي : وهو مرض تسببه الفايروسات والبكتريا، تنشر الفايروسات السموم للخلايا الموجودة على سطح الرئتين الداخلي مما يؤدي إلى نقص كبير في مساحة الرئتين، في الحالات الحرجة من هذا المرض يبدأ المصاب بفقد إمكانياته الذاتية للحصول على الأكسجين ويجب عليه استخدام التهوية الميكانيكية للحصول على الأكسجين اللازم.
- الالتهاب الرئوي المجوف (Cavitary pneumonia): في هذا المرض تعمل البكتريا والفايروسات على تدمير الحويصلات الرئوية مما يصعب من مهمة تبادل الغازات.
- الكدمة الرئوية (Pulmonary contusion): هو جرح في الأنسجة الرئوية.